# László Lovász
László Lovász (Budapest, 9 marzo 1948) è un matematico ungherese, vincitore del premio Wolf nel 1999 per i suoi lavori nella combinatoria e del premio Knuth nello stesso anno, presidente dell'Accademia ungherese delle scienze dal 2014.